# Ferrovia Caltanissetta-Palermo
La ferrovia Caltanissetta-Palermo è una linea ferroviaria gestita da RFI che utilizza tratte ferroviarie costruite in tempi diversi:
- il tratto da Caltanissetta Centrale a Caltanissetta Xirbi della ferrovia Caltanissetta Xirbi-Agrigento inaugurata tra il 1874 e il 1880;
- il tratto da Caltanissetta Xirbi a Palermo Centrale della ferrovia Palermo-Catania inaugurata tra il 1863 e il 1885.

## Traffico
La linea è percorsa da treni regionali della relazione Roccapalumba Alia-Caltanissetta Xirbi-Caltanissetta Centrale, da un treno regionale Agrigento Centrale-Caltanissetta Xirbi-Caltanissetta Centrale (via Roccapalumba Alia), dalla relazione di treni regionali veloci Palermo Centrale-Caltanissetta Xirbi-Catania Centrale-Siracusa e un regionale veloce Caltanissetta Centrale-Palermo Centrale (nei festivi).
Le principali fermate da Caltanissetta a Palermo sono: Caltanissetta Xirbi, Villalba, Vallelunga, Valledolmo, Roccapalumba Alia, Montemaggiore Belsito, Cerda, Termini Imerese, Bagheria.
Complessivamente la distanza da Caltanissetta a Palermo è 131 km.